# Kenneth Medwood
Kenneth Medwood (né le 14 décembre 1987 à Belize City) est un athlète du Belize, spécialiste du 400 m haies.
Son meilleur temps est de 49 s 66, obtenu à Northridge (Californie) le 15 mai 2010.
Il est cinquième en demi-finale lors des Jeux olympiques de 2012 à Londres en 49 s 87.